# Neda Bokan
Neda Bokan (1947) é uma matemática sérvia, especializado em geometria diferencial.

## Formação e carreira
Bokan ingressou no Instituto de Matemática da Academia Sérvia de Ciências e Artes como assistente em 1969, começou a trabalhar na Universidade de Belgrado em 1971, onde completou um doutorado em 1979, com a tese Grupe transformacija na normalnim skoro kontaktnim mnogostrukostima, orientada por Mileva Prvanović.
Foi professora titular na Universidade de Belgrado, atuou como decana de matemática de 1998 a 2001 e novamente de 2003 a 2007, e foi vice-reitora de educação de 2006 a 2012. Foi também professora titular na Universidade Estadual de Novi Pazar de 2012 a 2015. Foi presidente da Entidade Nacional de Acreditação e Garantia da Qualidade no Ensino Superior até deixar o cargo em 2019.
É autora de dez livros didáticos e, em 2013, tornou-se editora-chefe do periódico Matematički Vesnik, a revista da Sociedade Matemática da Sérvia.